# Cuando la primavera se equivoca
Cuando la primavera se equivoca es una película en blanco y negro argentina dirigida por Mario Soffici según guion de Enrique Amorim y Ramón Gómez Masía que se estrenó el 31 de octubre de 1944 y que tuvo como principales intérpretes a Elisa Christian Galvé, José Olarra, Juan José Míguez, Felisa Mary y Elina Colomer.

## Sinopsis
Una mujer ama al esposo de su hermana en el Buenos Aires de 1900.

## Reparto
- Elisa Christian Galvé.....Lucila
- Rosa Rosen.....Elsa
- José Olarra.....Basilio
- Juan José Míguez.....Pablo Zamora
- Felisa Mary.....Andrea
- Elina Colomer.....Cecilia
- Juan Carrara.....Patricio
- Homero Cárpena.....Miguel
- Juan José Piñeiro.....Sr Márquez
- Eugenia Rico.....la primavera
- Matilde Rivera.....doña Carlota
- Rafael Diserio
- Mario Soffici.....el otoño

## Comentario
Para el crítico Roland la película es "más poética en la intención que en la realización...un vuelo de las alas atadas".

## Premio
Por este filme la Academia de Artes y Ciencias Cinematográficas de la Argentina le otorgó el premio Cóndor Académico a la mejor partitura musical original ade 1944 a Julián Bautista.